# دون سميث (لاعب كرة قدم أمريكية أمريكي)
دون سميث (بالإنجليزية: Don Smith)‏ هو لاعب كرة قدم أمريكية أمريكي، ولد في 9 مايو 1957 في أوكلاند في الولايات المتحدة.